# Манський Віталій Всеволодович
Віталій Всеволодович Манський (2 грудня 1963, Львів, УРСР, СРСР) — радянський і латвійський режисер документального кіно, сценарист, кінопродюсер, президент фестивалю «Артдокфест». Лауреат понад 100 фестивалів і кінопремій. Член американської кіноакадемії "Оскар". Уродженець Львова, мешкає у Латвії.

## Життєпис
В 1990 році закінчив ВДІК (майстерня С. Мединського). 
Автор телепрограм «Сімейні кінохроніки» (1995—1997, ОРТ, ВГТРК, «П'ятий канал»), «Реальне кіно» і «Кінопідйом» (1996, ОРТ; з 1999 року — РТР). 
У 1996—1998 роках — генеральний продюсер телеканалу «REN-TV». Засновник архіву аматорських домашніх кінохронік за 1945—1991 роки.
З 1999 року — керівник служби виробництва і показу документальних програм на каналі РТР, автор і ведучий програми «Реальне кіно».
У березні 2014 року ініціював підпис листа «Ми з Вами!» на підтримку України.
У 2014 році голова журі Одеського міжнародного фестивалю.
У 2016 році фільм "У променях сонця" відкривав Docudays у Києві.
У травні 2018 підтримав звернення Європейської кіноакадемії на захист ув'язненого у Росії українського режисера Олега Сенцова
24 лютого 2023 року на Берліналі відбулася світова прем'єра фільму "Східний фронт", який розповідає про добровільний медичний батальйон.

## Фільмографія
Режисер документальних фільмів, зокрема:
- 1987 — «Собаки»
- 1988 — «Парк культури»
- 1990 — «Єврейське щастя» (х/фільм)
- 1991 — «Тіло Леніна»
- 1991 — «Етюди про любов»
- 2001 — «Горбачов. Після імперії»
- 2001 — «Єльцин. Інше життя»
- 2003 — «Анатомія „Тату“»
- 2011 — «Батьківщина або смерть»
- 2015 — «У променях сонця»
- 2016 — «Рідні»
- 2018 — «Свідки Путіна»
- 2020 — «Горбачов. Рай»
- 2023 — «Східний фронт[d]»